# Canadá nos Jogos Olímpicos de Verão de 2008
O Canadá competiu nos Jogos Olímpicos de Verão de 2008, em Pequim, na China. Os atletas canadenses têm competido em todos os jogos olímpicos de verão desde 1900, exceto nos jogos de 1980, em Moscou, que eles boicotaram. O Canadá é representado pelo Canadian Olympic Committee (COC).
Houve pedidos para que as nações boicotassem os jogos, devido à posição da China em relação ao Tibete, mas Chris Rudge, CEO do Comitê Olímpico Canadense, refutou a ideia, especialmente por estar muito próximo do início dos jogos.
O Canadá não classificou equipes para os torneios de basquetebol, voleibol e handebol.

## Medalhas

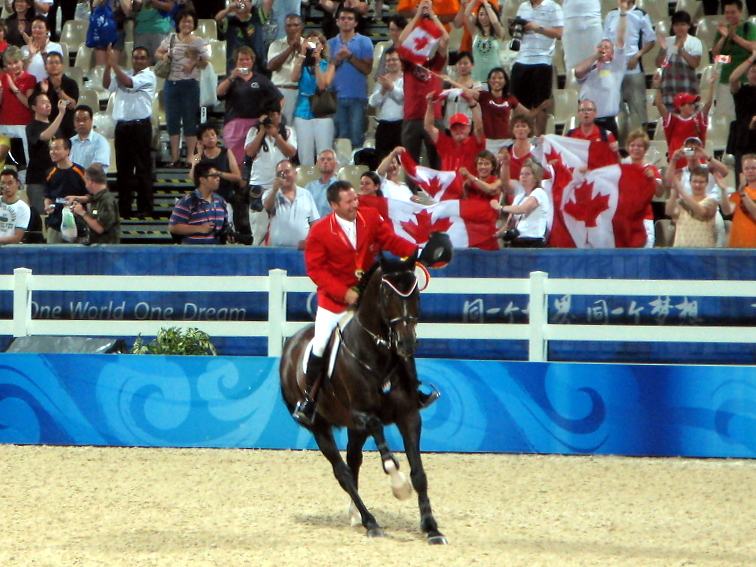
Eric Lamaze conquistou a medalha de ouro na prova de saltos individual do hipismo.

| Atleta | Esporte                                               | Evento                              | Medalha |
| --- | ----------------------------------------------------- | ----------------------------------- | ------- |
| Carol Huynh | Lutas                                                 | Livre até 48 kg feminino            | Ouro    |
| \| Andrew Byrnes Kyle Hamilton Malcolm Howard Adam Kreek Kevin Light \| Ben Rutledge Dominic Sieterle Jake Wetzel Brian Price \| | Remo                                                  | Oito com masculino                  | Ouro    |
| Eric Lamaze | Hipismo                                               | Saltos individual                   | Ouro    |
| David Calder Scott Frandsen | Remo                                                  | Dois sem masculino                  | Prata   |
| Karen Cockburn | Ginástica de trampolim                                | Feminino                            | Prata   |
| Mac Cone Jill Henselwood Eric Lamaze Ian Millar                                                                                  | Hipismo                                               | Saltos por equipes                  | Prata   |
| Simon Whitfield | Triatlo                                               | Masculino                           | Prata   |
| Jason Burnett | Ginástica de trampolim                                | Masculino                           | Prata   |
| Alexandre Despatie | Saltos ornamentais                                    | Trampolim 3 m individual masculino  | Prata   |
| Emilie Heymans | Saltos ornamentais                                    | Plataforma 10 m individual feminino | Prata   |
| Karine Sergerie | Taekwondo                                             | Até 67 kg feminino                  | Prata   |
| Adam van Koeverden | Canoagem                                              | K-1 500 m masculino                 | Prata   |
| Tonya Verbeek | Lutas                                                 | Livre até 55 kg feminino            | Bronze  |
| Ryan Cochrane | Natação                                               | 1500 m livre masculino              | Bronze  |
| Tracy Cameron Melanie Kok | Remo                                                  | Skiff duplo leve feminino           | Bronze  |
| Iain Brambell Liam Parsons Jon Beare Mike Lewis                                                                                  | Remo                                                  | Quatro sem leve masculino           | Bronze  |
| Priscilla Lopes-Schliep | Atletismo                                             | 100 m com barreiras feminino        | Bronze  |
| Thomas Hall | Canoagem                                              | C-1 1000 m masculino                | Bronze  |
| Andrew Byrnes Kyle Hamilton Malcolm Howard Adam Kreek Kevin Light                                                                | Ben Rutledge Dominic Sieterle Jake Wetzel Brian Price |                                     |         |

## Desempenho

### Atletismo
Masculino
| Pierre Browne                                           | 100 metros            | 10s22         | 7º            | 10s36         | 34º           | Não avançou | Não avançou | Não avançou | Não avançou |             |             |
| Anson Henry                                             | 100 metros            | 10s37         | 31º           | 10s33         | 30º           | Não avançou | Não avançou | Não avançou | Não avançou |             |             |
| Brian Barnett                                           | 200 metros            | Não completou | Não completou | Não completou | Não completou | Não avançou | Não avançou | Não avançou | Não avançou | Não avançou | Não avançou |
| Jared Connaughton                                       | 200 metros            | 20s60         | 13º           | 20s45         | 15º           | Não avançou | Não avançou | Não avançou | Não avançou |             |             |
| Tyler Christopher                                       | 400 metros            | 45s67         | 28º           |               |               | Não avançou | Não avançou | Não avançou | Não avançou |             |             |
| Gary Reed                                               | 800 metros            | 1m46s02       | 12º           |               |               | 1m45s85     | 2º          | 1m44s94     | 4º          |             |             |
| Achraf Tadili                                           | 800 metros            | 1m48s87       | 47º           |               |               | Não avançou | Não avançou | Não avançou | Não avançou |             |             |
| Nathan Brannen                                          | 1500 metros           | 3m41s45       | 28º           |               |               | 3m39s10     | 16º         | Não avançou | Não avançou |             |             |
| Taylor Milne                                            | 1500 metros           | 3m41s56       | 29º           |               |               | Não avançou | Não avançou | Não avançou | Não avançou |             |             |
| Kevin Sullivan                                          | 1500 metros           | 3m36s05       | 7º            |               |               | 3m40s30     | 19º         | Não avançou | Não avançou |             |             |
| Kevin Sullivan                                          | 5000 metros           | 14m09s16      | 34º           |               |               |             |             | Não avançou | Não avançou |             |             |
| Eric Gillis                                             | 10000 metros          |               |               |               |               |             |             | 29m08s10    | 33º         |             |             |
| Jared Connaughton Anson Henry Pierre Browne Hank Palmer | Revezamento 4x100 m   | 38s77         | 4º            |               |               |             |             | 38s66       | 6º          |             |             |
| Tim Berrett                                             | 50 km marcha atlética |               |               |               |               |             |             | 4h08m18s    | 38º         |             |             |
| Michael Mason                                           | Salto em altura       | 2,25m         | 19º           |               |               |             |             | Não avançou | Não avançou |             |             |
| Scott Russell                                           | Lançamento de dardo   | 80,42m        | 6º            |               |               |             |             | 80,90 m     | 10º         |             |             |
| James Steacy                                            | Arremesso de martelo  | 76,32m        | 11º           |               |               |             |             | 75,72m      | 12º         |             |             |
| Dylan Armstrong                                         | Arremesso de peso     | 20,43m        | 5º            |               |               |             |             | 21,04m (NR) | 4º          |             |             |
| Massimo Bertocchi                                       | Decatlo               |               |               |               |               |             |             | 7714 pts    | 19º         |             |             |

Feminino
| Atletas                 | Evento               | Preliminares | Preliminares | Quartas | Quartas | Semifinal   | Semifinal   | Final       | Final             |
| Atletas                 | Evento               | Marca        | Posição      | Marca   | Posição | Marca       | Posição     | Marca       | Posição           |
| ----------------------- | -------------------- | ------------ | ------------ | ------- | ------- | ----------- | ----------- | ----------- | ----------------- |
| Adrienne Power          | 200 metros           | 23s40        | 26º          | 23s51   | 27º     | Não avançou | Não avançou | Não avançou | Não avançou       |
| Carline Muir            | 400 metros           | 51s55        | 17º          |         |         | 52s37       | 20º         | Não avançou | Não avançou       |
| Megan Metcalfe          | 5000 metros          | 15m11s23     | 12º          |         |         |             |             | 17m06s82    | 15º               |
| Priscilla Lopes-Schliep | 100 m com barreiras  | 12s75        | 7º           |         |         | 12s68       | 5º          | 12s64       | Medalha de bronze |
| Angela Whyte            | 100 m com barreiras  | 13s11        | 23º          |         |         | Não avançou | Não avançou | Não avançou | Não avançou       |
| Nicole Forrester        | Salto em altura      | 1,89m        | 19º          |         |         |             |             | Não avançou | Não avançou       |
| Tabia Charles           | Salto em distância   | 6,61m        | 9º           |         |         |             |             | 6,47m       | 10º               |
| Ruky Abdulai            | Salto em distância   | 6,41m        | 26º          |         |         |             |             | Não avançou | Não avançou       |
| Kelsie Hendry           | Salto com vara       | 4,30 m       | 18º          |         |         |             |             | Não avançou | Não avançou       |
| Sultana Frizell         | Arremesso de martelo | 65,44m       | 33º          |         |         |             |             | Não avançou | Não avançou       |
| Jessica Zelinka         | Heptatlo             |              |              |         |         |             |             | 6490 pts    | 5º                |

### Badminton
Masculino
| Atleta        | Evento  | Fase de 64                         | Fase de 32             | Fase de 16             | Quartas                | Semifinais             | Final                  | Final       |
| Atleta        | Evento  | Adversário e resultado             | Adversário e resultado | Adversário e resultado | Adversário e resultado | Adversário e resultado | Adversário e resultado | Posição     |
| ------------- | ------- | ---------------------------------- | ---------------------- | ---------------------- | ---------------------- | ---------------------- | ---------------------- | ----------- |
| Andrew Dabeka | Simples | KOR Park S-H. D 0-2 (11-21; 11-21) | Não avançou            | Não avançou            | Não avançou            | Não avançou            | Não avançou            | Não avançou |

Feminino
| Atleta    | Evento  | Fase de 64                             | Fase de 32                            | Fase de 16                    | Quartas                | Semifinais             | Final                  | Final       |
| Atleta    | Evento  | Adversário e resultado                 | Adversário e resultado                | Adversário e resultado        | Adversário e resultado | Adversário e resultado | Adversário e resultado | Posição     |
| --------- | ------- | -------------------------------------- | ------------------------------------- | ----------------------------- | ---------------------- | ---------------------- | ---------------------- | ----------- |
| Anna Rice | Simples | USA E. Lee V 2-1 (21-15; 19-21; 21-19) | SUI J. Cicognini V 2-0 (21-10; 21-13) | CHN Lu L. D 0-2 (7-21; 12-21) | Não avançou            | Não avançou            | Não avançou            | Não avançou |

Misto
| Atleta                   | Evento | Fase de 64             | Fase de 32             | Fase de 16                                               | Quartas                | Semifinais             | Final                  | Final       |
| Atleta                   | Evento | Adversário e resultado | Adversário e resultado | Adversário e resultado                                   | Adversário e resultado | Adversário e resultado | Adversário e resultado | Posição     |
| ------------------------ | ------ | ---------------------- | ---------------------- | -------------------------------------------------------- | ---------------------- | ---------------------- | ---------------------- | ----------- |
| Mike Beres Valerie Loker | Duplas |                        |                        | THA S. Prapakamol - S. Thoungthongkam D 0-2 (9-21; 9-21) | Não avançou            | Não avançou            | Não avançou            | Não avançou |

### Beisebol
Masculino
| Equipe | Equipe | Primeira fase | Primeira fase | Semifinal              | Final                  | Pos. |
| Equipe | Equipe | Adversário e resultado | Pos.          | Adversário e resultado | Adversário e resultado | Pos. |
| --- | --- | --- | ------------- | ---------------------- | ---------------------- | ---- |
| James Avery Chris Begg Tim Burton Rheal Cormier David Davidson Steve Green Mike Johnson Andrew Brydle Brooks McNiven Chris Reitsma R. J. Swindle David Corrente | Chris Robinson Emerson Frostad Brett Lawrie Stubby Clapp Emmanuel Garcia Matt Rogelstad Scott Thorman Jimmy VanOstrand Ryan Radmanovich Michael Saunders Adam Stern Nick Weglarz | CHN China V 10-0 CUB Cuba D 6-7 KOR Coreia do Sul D 0-1 USA Estados Unidos D 4-5 JPN Japão D 0-1 NED Países Baixos V 4-0 TPE Taipé Chinês D 5-6 | 6º            | Não avançou            | Não avançou            | 6º   |

### Boxe
| Atleta       | Evento          | Fase de 32             | Fase de 16                    | Quartas                | Semifinais             | Final                  |             |
| Atleta       | Evento          | Adversário e resultado | Adversário e resultado        | Adversário e resultado | Adversário e resultado | Adversário e resultado |             |
| ------------ | --------------- | ---------------------- | ----------------------------- | ---------------------- | ---------------------- | ---------------------- | ----------- |
| Adam Trupish | Peso meio-médio |                        | KAZ B. Sarsekbayev D PTS 1:20 | Não avançou            | Não avançou            | Não avançou            | Não avançou |

### Canoagem de velocidade
Masculino
| Atleta                                               | Evento     | Preliminar | Preliminar | Semifinais | Semifinais | Final       | Final             |
| Atleta                                               | Evento     | Tempo      | Posição    | Tempo      | Posição    | Tempo       | Posição           |
| ---------------------------------------------------- | ---------- | ---------- | ---------- | ---------- | ---------- | ----------- | ----------------- |
| Mark Oldershaw                                       | C-1 500 m  | 1m48s817   | 2º         | 1m52s649   | 4º         | Não avançou | Não avançou       |
| Thomas Hall                                          | C-1 1000 m | 4m05s198   | 4º         | 3m58s820   | 1º         | 3m53s653    | Medalha de bronze |
| Andrew Russell Gabriel Beauchesne-Sevigny            | C-2 500 m  | 1m43s189   | 5º         | 1m42s921   | 3º         | 1m42s450    | 5º                |
| Andrew Russell Gabriel Beauchesne-Sevigny            | C-2 1000 m | 3m43s491   | 3º         |            |            | 3m41s165    | 6º                |
| Adam van Koeverden                                   | K-1 500 m  | 1m35s554   | 1º         | 1m42s438   | 1º         | 1m37s630    | Medalha de prata  |
| Adam van Koeverden                                   | K-1 1000 m | 3m29s622   | 1º         |            |            | 3m31s793    | 8º                |
| Richard Dober Jr. Andrew Willows                     | K-2 500 m  | 1m30s234   | 4º         | 1m31s232   | 1º         | 1m30s857    | 6º                |
| Steven Jorens Ryan Cuthbert                          | K-2 1000 m | 3m29s037   | 7º         | 3m26s635   | 5º         | Não avançou | Não avançou       |
| Brady Reardon Angus Mortimer Chris Pellini Rhys Hill | K-4 1000 m | 3m06s811   | 5º         | 3m02s572   | 3º         | 3m01s630    | 9º                |

Feminino
| Atleta                                                                      | Evento    | Preliminar | Preliminar | Semifinais | Semifinais | Final       | Final       |
| Atleta                                                                      | Evento    | Tempo      | Posição    | Tempo      | Posição    | Tempo       | Posição     |
| --------------------------------------------------------------------------- | --------- | ---------- | ---------- | ---------- | ---------- | ----------- | ----------- |
| Karen Furneaux                                                              | K-1 500 m | 1m54s065   | 7º         | 1m55s145   | 7º         | Não avançou | Não avançou |
| Kristin Gauthier Mylanie Barre                                              | K-2 500 m | 1m46s129   | 4º         | 1m47s510   | 9º         | Não avançou | Não avançou |
| Emilie Fournel Karen Furneaux Genevieve Beauchesne-Sevigny Kristin Gauthier | K-4 500 m | 1m39s366   | 5º         | 1m38s224   | 4º         | Não avançou | Não avançou |

### Canoagem slalom
Masculino
| Atleta           | Evento | Preliminar | Preliminar | Preliminar | Preliminar | Preliminar | Preliminar | Semifinais  | Semifinais  | Final       | Final       | Total       | Posição     |
| Atleta           | Evento | Descida 1  | Posição    | Descida 2  | Posição    | Total      | Posição    | Tempo       | Posição     | Tempo       | Posição     | Total       | Posição     |
| ---------------- | ------ | ---------- | ---------- | ---------- | ---------- | ---------- | ---------- | ----------- | ----------- | ----------- | ----------- | ----------- | ----------- |
| James Cartwright | C-1    | 93s83      | 12º        | 90s80      | 10º        | 184s63     | 13º        | Não avançou | Não avançou | Não avançou | Não avançou | Não avançou | Não avançou |
| David Ford       | K-1    | 85s35      | 6º         | 89s49      | 17º        | 174s84     | 13º        | 88s46       | 6º          | 89s89       | 5º          | 178s35      | 6º          |

Feminino
| Atleta        | Evento | Preliminar | Preliminar | Preliminar | Preliminar | Preliminar | Preliminar | Semifinais  | Semifinais  | Final       | Final       | Total       | Posição     |
| Atleta        | Evento | Descida 1  | Posição    | Descida 2  | Posição    | Total      | Posição    | Tempo       | Posição     | Tempo       | Posição     | Total       | Posição     |
| ------------- | ------ | ---------- | ---------- | ---------- | ---------- | ---------- | ---------- | ----------- | ----------- | ----------- | ----------- | ----------- | ----------- |
| Sarah Boudens | K-1    | 158s99     | 18º        | 109s68     | 15º        | 268s67     | 19º        | Não avançou | Não avançou | Não avançou | Não avançou | Não avançou | Não avançou |

### Ciclismo BMX
Masculino
| Atleta       | Evento     | Qualificatória | Qualificatória | Quartas | Quartas | Semifinal   | Semifinal   | Final       | Final       |
| Atleta       | Evento     | Tempo          | Posição        | Pontos  | Posição | Pontos      | Posição     | Tempo       | Posição     |
| ------------ | ---------- | -------------- | -------------- | ------- | ------- | ----------- | ----------- | ----------- | ----------- |
| Scott Erwood | Individual | 37,050         | 26º            | 19      | 8º      | Não avançou | Não avançou | Não avançou | Não avançou |

Feminino
| Atleta         | Evento     | Qualificatória | Qualificatória | Semifinal | Semifinal | Final | Final   |
| Atleta         | Evento     | Tempo          | Posição        | Pontos    | Posição   | Tempo | Posição |
| -------------- | ---------- | -------------- | -------------- | --------- | --------- | ----- | ------- |
| Samantha Cools | Individual | 39,137         | 13º            | 14        | 4º        | DNF   | 7º      |

### Ciclismo de estrada
Masculino
| Atleta         | Evento             | Final               | Final   |
| Atleta         | Evento             | Tempo               | Posição |
| -------------- | ------------------ | ------------------- | ------- |
| Michael Barry  | Corrida em estrada | 6h24m05s (+0 m16s)  | 8º      |
| Ryder Hesjedal | Corrida em estrada | 6h34m26s (+10 m37s) | 55º     |
| Ryder Hesjedal | Contra o relógio   | 1h05m42s (+3m30s)   | 15º     |
| Svein Tuft     | Corrida em estrada | 6h34m26s (+10 m37s) | 58º     |
| Svein Tuft     | Contra o relógio   | 1h04m39s (+2m28s)   | 7º      |

Feminino
| Atleta         | Evento             | Final              | Final   |
| Atleta         | Evento             | Tempo              | Posição |
| -------------- | ------------------ | ------------------ | ------- |
| Leigh Hobson   | Corrida em estrada | 3h32m52s (+0 m28s) | 17º     |
| Erinne Willock | Corrida em estrada | 3h33m23s (+0 m59s) | 37º     |
| Alex Wrubleski | Corrida em estrada | 3h39m36s (+7m12s)  | 50º     |
| Alex Wrubleski | Contra o relógio   | 39m15s42 (+4m23s)  | 24º     |

### Ciclismo Mountain Bike
Masculino
| Atleta         | Evento        | Final     | Final     |
| Atleta         | Evento        | Tempo     | Posição   |
| -------------- | ------------- | --------- | --------- |
| Geoff Kabush   | Cross-country | 2h03m55s  | 20º       |
| Seamus McGrath | Cross-country | -3 voltas | -3 voltas |

Feminino
| Atleta               | Evento        | Final         | Final         |
| Atleta               | Evento        | Tempo         | Posição       |
| -------------------- | ------------- | ------------- | ------------- |
| Catharine Pendrel    | Cross-country | 1h46m37s      | 4º            |
| Marie-Hélène Prémont | Cross-country | não completou | não completou |

### Ciclismo de pista
Masculino
| Atleta                      | Evento             | Pontos/Voltas | Posição |
| --------------------------- | ------------------ | ------------- | ------- |
| Zachary Bell                | Corrida por pontos | 27/1          | 7º      |
| Zachary Bell Martin Gilbert | Madison            | 5/-3          | 12º     |

Feminino
| Atleta     | Evento             | Pontos/Voltas | Posição |
| ---------- | ------------------ | ------------- | ------- |
| Gina Grain | Corrida por pontos | 6/0           | 9º      |

### Esgrima
Masculino
| Atleta           | Evento             | Fase de 64             | Fase de 32              | Fase de 16             | Quartas de final       | Semifinais             | Final                  | Posição     |
| Atleta           | Evento             | Adversário e resultado | Adversário e resultado  | Adversário e resultado | Adversário e resultado | Adversário e resultado | Adversário e resultado | Posição     |
| ---------------- | ------------------ | ---------------------- | ----------------------- | ---------------------- | ---------------------- | ---------------------- | ---------------------- | ----------- |
| Igor Tikhomirov  | Espada individual  |                        | UKR M. Khvorost V 15-11 | FRA F. Jeannet D 7-15  | Não avançou            | Não avançou            | Não avançou            | Não avançou |
| Joshua McGuire   | Florete individual |                        | ISR T. Or V 11-10       | ITA S. Sanzo D 3-15    | Não avançou            | Não avançou            | Não avançou            | Não avançou |
| Philippe Beaudry | Sabre individual   | EGY G. Fathy V 15-8    | ITA A. Montano D 4-15   | Não avançou            | Não avançou            | Não avançou            | Não avançou            | Não avançou |

Feminino
| Atleta                                                                | Evento             | Fase de 64             | Fase de 32             | Fase de 16                   | Quartas de final       | Semifinais                                    | Final                                           | Posição     |
| Atleta                                                                | Evento             | Adversário e resultado | Adversário e resultado | Adversário e resultado       | Adversário e resultado | Adversário e resultado                        | Adversário e resultado                          | Posição     |
| --------------------------------------------------------------------- | ------------------ | ---------------------- | ---------------------- | ---------------------------- | ---------------------- | --------------------------------------------- | ----------------------------------------------- | ----------- |
| Sherraine Schalm                                                      | Espada individual  |                        |                        | HUN I. Mincza-Nébald D 13-15 | Não avançou            | Não avançou                                   | Não avançou                                     | Não avançou |
| Luan Jujie                                                            | Florete individual | TUN I. Boubakri V 13-9 | HUN A. Mohamed D 7-15  | Não avançou                  | Não avançou            | Não avançou                                   | Não avançou                                     | Não avançou |
| Julie Cloutier                                                        | Sabre individual   | GER A. Bujdoso D 2-15  | Não avançou            | Não avançou                  | Não avançou            | Não avançou                                   | Não avançou                                     | Não avançou |
| Sandra Sassine                                                        | Sabre individual   | RSA E. Wood V 15-2     | USA M. Zagunis D 10-15 | Não avançou                  | Não avançou            | Não avançou                                   | Não avançou                                     | Não avançou |
| Olga Ovtchinnikova                                                    | Sabre individual   |                        | KOR Lee S-M. V 15-13   | TUN A. Besbes D 12-15        | Não avançou            | Não avançou                                   | Não avançou                                     | Não avançou |
| Olga Ovtchinnikova Julie Cloutier Sandra Sassine Wendy Saschenbrecker | Sabre por equipes  |                        |                        |                              | FRA França D 22-45     | Classificação 5º-8º lugar POL Polônia D 44-45 | Disputa pelo 7º lugar RSA África do Sul V 45-16 | 7º          |

### Futebol
Feminino
| Equipe | Equipe | Fase de grupos                                       | Fase de grupos | Quartas                        | Semifinal              | Final                  | Pos. |
| Equipe | Equipe | Adversário e resultado                               | Pos.           | Adversário e resultado         | Adversário e resultado | Adversário e resultado | Pos. |
| --- | --- | ---------------------------------------------------- | -------------- | ------------------------------ | ---------------------- | ---------------------- | ---- |
| Karina LeBlanc Amber Allen Emily Zurrer Clare Rustad Robyn Gayle Sophie Schmidt Rhian Wilkinson Diana Matheson Candace Chapman | Martina Franko Randee Hermus Christine Sinclair Amy Walsh Melissa Tancredi Kara Lang Jonelle Filigno Brittany Timko Erin McLeod | ARG Argentina V 2-1 CHN China E 1-1 SWE Suécia D 1-2 | 3º (Gr. E)     | USA Estados Unidos D 1-2 (pro) | Não avançou            | Não avançou            | 8º   |

### Ginástica artística
Masculino
| Atleta                                                                            | Evento           | Aparelho | Aparelho | Aparelho       | Aparelho | Aparelho       | Aparelho  | Qualificação | Qualificação | Final       | Final       |
| Atleta                                                                            | Evento           | Salto    | Solo     | Cav. com alças | Argolas  | Bar. paralelas | Bar. fixa | Total        | Pos.         | Total       | Pos.        |
| --------------------------------------------------------------------------------- | ---------------- | -------- | -------- | -------------- | -------- | -------------- | --------- | ------------ | ------------ | ----------- | ----------- |
| Nathan Gafuik                                                                     | Individual geral | 16,175   | 15,225   | 13,800         | 14,250   | 15,450         | 14,825    | 89,725       | 20º          | 89,625      | 17º         |
| Grant Golding                                                                     | Individual geral |          | 14,850   | 15,125         | 15,275   | 15,450         |           | 59,700       | 65º          | Não avançou | Não avançou |
| David Kikuchi                                                                     | Individual geral | 15,575   |          | 14,175         | 15,200   | 15,150         | 14,200    | 74,300       | 54º          | Não avançou | Não avançou |
| Brandon O'Neill                                                                   | Individual geral | 15,150   | 3,450    | 12,475         |          | 14,900         | 0,000     | 45,975       | 74º          | Não avançou | Não avançou |
| Kyle Shewfelt                                                                     | Individual geral | 16,350   | 15,525   |                | 13,925   |                | 14,250    | 60,050       | 63º          | Não avançou | Não avançou |
| Adam Wong                                                                         | Individual geral | 15,650   | 14,900   | 14,375         | 14,500   | 15,125         | 14,575    | 89,125       | 24º          | 89,800      | 15º         |
| Nathan Gafuik Grant Golding David Kikuchi Brandon O'Neill Kyle Shewfelt Adam Wong | Equipes          | 63,750   | 60,500   | 56,475         | 59,225   | 61,175         | 57,850    | 358,975      | 9º           | Não avançou | Não avançou |

Feminino
| Atleta              | Evento           | Aparelho | Aparelho | Aparelho          | Aparelho | Qualificação | Qualificação | Final       | Final       |
| Atleta              | Evento           | Salto    | Solo     | Bar. assimétricas | Trave    | Total        | Pos.         | Total       | Pos.        |
| ------------------- | ---------------- | -------- | -------- | ----------------- | -------- | ------------ | ------------ | ----------- | ----------- |
| Nansy Damianova     | Individual geral | 14,700   | 14,100   | 13,650            | 14,250   | 56,700       | 38º          | Não avançou | Não avançou |
| Elyse Hopfner-Hibbs | Individual geral | 14,675   | 13,875   | 14,975            | 15,125   | 58,650       | 19º          | 58,375      | 16º         |

### Ginástica rítmica
| Atleta            | Evento     | Qualificatória | Qualificatória | Qualificatória | Qualificatória | Qualificatória | Qualificatória | Final       | Final       | Final       | Final       | Final       | Final       |
| Atleta            | Evento     | Arco           | Corda          | Maças          | Fita           | Total          | Posição        | Arco        | Corda       | Maças       | Fita        | Total       | Posição     |
| ----------------- | ---------- | -------------- | -------------- | -------------- | -------------- | -------------- | -------------- | ----------- | ----------- | ----------- | ----------- | ----------- | ----------- |
| Alexandra Orlando | Individual | 16,550         | 15,675         | 16,175         | 15,225         | 63,625         | 18º            | Não avançou | Não avançou | Não avançou | Não avançou | Não avançou | Não avançou |

### Ginástica de trampolim
Masculino
| Atleta        | Prova      | Eliminatórias | Eliminatórias | Final  | Final            |
| Atleta        | Prova      | Pontos        | Pos.          | Pontos | Pos.             |
| ------------- | ---------- | ------------- | ------------- | ------ | ---------------- |
| Jason Burnett | Individual | 69,70         | 7º            | 40,70  | Medalha de prata |

Feminino
| Atleta              | Prova      | Eliminatórias | Eliminatórias | Final  | Final            |
| Atleta              | Prova      | Pontos        | Pos.          | Pontos | Pos.             |
| ------------------- | ---------- | ------------- | ------------- | ------ | ---------------- |
| Karen Cockburn      | Individual | 66,00         | 3º            | 37,00  | Medalha de prata |
| Rosannagh MacLennan | Individual | 65,60         | 3º            | 35,50  | 7º               |

### Halterofilismo
Masculino
| Atleta               | Evento | Arranque (kg) | Arremesso (kg) | Total (kg) | Posição |
| -------------------- | ------ | ------------- | -------------- | ---------- | ------- |
| Jasvir Singh         | -62kg  | 115,0         | 151,0          | 266,0      | 12º     |
| Francis Luna-Grenier | -69kg  | 131,0         | 162,0          | 293,0      | 17º     |

Feminino
| Atleta                 | Evento | Arranque (kg) | Arremesso (kg) | Total (kg) | Posição |
| ---------------------- | ------ | ------------- | -------------- | ---------- | ------- |
| Marilou Dozois-Prevost | -48kg  | 76,0          | 90,0           | 166,0      | 10º     |
| Christine Girard       | -63kg  | 102,0         | 126,0          | 228,0      | 4º      |
| Jeane Lassen           | -75kg  | 105,0         | 135,0          | 240,0      | 8º      |

### Hipismo
Adestramento
| Atleta                                      | Cavalo                   | Evento     | Grand Prix/ Final Equipes | Grand Prix/ Final Equipes | Grand Prix Special | Grand Prix Special | Grand Prix Freestyle/ Final Individual | Grand Prix Freestyle/ Final Individual | Resultado final | Resultado final |
| Atleta                                      | Cavalo                   | Evento     | Pontos                    | Posição                   | Pontos             | Posição            | Pontos                                 | Posição                                | Total Pontos    | Posição         |
| ------------------------------------------- | ------------------------ | ---------- | ------------------------- | ------------------------- | ------------------ | ------------------ | -------------------------------------- | -------------------------------------- | --------------- | --------------- |
| Jacqueline Brooks                           | Gran Gesto               | Individual | 63,750                    | 29º                       | Não avançou        | Não avançou        | Não avançou                            | Não avançou                            | Não avançou     | Não avançou     |
| Ashley Holzer                               | Pop Art                  | Individual | 67,042                    | 19º                       | 68,760             | 15º                | 71,450                                 | 12º                                    | 70,105          | 14º             |
| Leslie Reid                                 | Orion                    | Individual | 59,750                    | 44º                       | Não avançou        | Não avançou        | Não avançou                            | Não avançou                            | Não avançou     | Não avançou     |
| Jacqueline Brooks Ashley Holzer Leslie Reid | Gran Gesto Pop Art Orion | Equipes    | 63,514                    | 9º                        |                    |                    |                                        |                                        |                 |                 |

CCE
| Atleta                                                                     | Cavalo                                              | Evento     | Adestramento | Adestramento | Cross-country | Cross-country | Saltos         | Saltos         | Saltos               | Saltos               | Total  | Total   |
| Atleta                                                                     | Cavalo                                              | Evento     | Adestramento | Adestramento | Cross-country | Cross-country | Qualificatória | Qualificatória | Final/ Final Equipes | Final/ Final Equipes | Total  | Total   |
| Atleta                                                                     | Cavalo                                              | Evento     | Pen.         | Posição      | Pen.          | Posição       | Pen.           | Posição        | Pen.                 | Posição              | Pen.   | Posição |
| -------------------------------------------------------------------------- | --------------------------------------------------- | ---------- | ------------ | ------------ | ------------- | ------------- | -------------- | -------------- | -------------------- | -------------------- | ------ | ------- |
| Kyle Carter                                                                | Madison Park                                        | Individual | 63,50        | 61º          | 18,40         | 32º           | 14             | 36º            | Não avançou          | Não avançou          | 95,90  | 36º     |
| Sandra Donnelly                                                            | Buenos Aires                                        | Individual | 60,20        | 58º          | 24,00         | 34º           | 8              | 31º            | Não avançou          | Não avançou          | 92,20  | 31º     |
| Selena O'Hanlon                                                            | Colombo                                             | Individual | 44,10        | 20º          | 36,80         | 51º           | 12             | 46º            | Não avançou          | Não avançou          | 132,90 | 46º     |
| Samantha Taylor                                                            | Livewire                                            | Individual | 70,70        | 66º          | 69,60         | 60º           | 8              | 56º            | Não avançou          | Não avançou          | 188,30 | 56º     |
| Michael Winter                                                             | King Pin                                            | Individual | 48,90        | 28º          | 56,80         | 53º           | 20             | 52º            | Não avançou          | Não avançou          | 145,70 | 52º     |
| Kyle Carter Sandra Donnelly Selena O'Hanlon Samantha Taylor Michael Winter | Madison Park Buenos Aires Colombo Livewire King Pin | Equipes    | 153,20       | 9º           | 287,00        | 9º            |                |                | 321                  | 9º                   | 321,00 | 9º      |

Saltos
| Atleta                                          | Cavalo                            | Evento     | Ronda Ind. 1/ Qualif. Equipe | Ronda Ind. 1/ Qualif. Equipe | Ronda Ind. 2/ Final Equipe 1 | Ronda Ind. 2/ Final Equipe 1 | Ronda Ind. 2/ Final Equipe 1 | Ronda Ind. 3/ Final Equipe 2 | Ronda Ind. 3/ Final Equipe 2 | Ronda Ind. 3/ Final Equipe 2 | Final       | Final       | Final         | Final         | Desempate Jump-off | Desempate Jump-off | Posição final    |
| Atleta                                          | Cavalo                            | Evento     | Ronda Ind. 1/ Qualif. Equipe | Ronda Ind. 1/ Qualif. Equipe | Ronda Ind. 2/ Final Equipe 1 | Ronda Ind. 2/ Final Equipe 1 | Ronda Ind. 2/ Final Equipe 1 | Ronda Ind. 3/ Final Equipe 2 | Ronda Ind. 3/ Final Equipe 2 | Ronda Ind. 3/ Final Equipe 2 | Ronda A     | Ronda A     | Ronda B       | Ronda B       | Desempate Jump-off | Desempate Jump-off | Posição final    |
| Atleta                                          | Cavalo                            | Evento     | Pen.                         | Posição                      | Pen.                         | Total                        | Posição                      | Pen.                         | Total                        | Posição                      | Pen.        | Posição     | Pen.          | Total         | Pen.               | Tempo              | Posição final    |
| ----------------------------------------------- | --------------------------------- | ---------- | ---------------------------- | ---------------------------- | ---------------------------- | ---------------------------- | ---------------------------- | ---------------------------- | ---------------------------- | ---------------------------- | ----------- | ----------- | ------------- | ------------- | ------------------ | ------------------ | ---------------- |
| Mac Cone                                        | Ole                               | Individual | 0                            | 1º                           | 12                           | 12                           | 30º                          | Não competiu                 | Não competiu                 | Não competiu                 | Não avançou | Não avançou | Não avançou   | Não avançou   | Não avançou        | Não avançou        | Não avançou      |
| Jill Henselwood                                 | Special Ed                        | Individual | 1                            | 14º                          | 18                           | 19                           | 44º                          | 0                            | 19                           | 26º                          | 4           | 11º         | Não completou | Não completou | Não avançou        | Não avançou        | Não avançou      |
| Eric Lamaze                                     | Hickstead                         | Individual | 0                            | 1º                           | 0                            | 0                            | 1º                           | 4                            | 4                            | 2º                           | 0           | 1º          | 0             | 0             | 0                  | 38s39              | Medalha de ouro  |
| Ian Millar                                      | In Style                          | Individual | 4                            | 30º                          | 4                            | 8                            | 16º                          | 0                            | 8                            | 8º                           | 8           | 23º         | Não avançou   | Não avançou   | Não avançou        | Não avançou        | Não avançou      |
| Mac Cone Jill Henselwood Eric Lamaze Ian Millar | Ole Special Ed Hickstead In Style | Equipes    | 1                            | 2º                           | 16                           | -                            | 4º                           | 4                            | 20                           | 1º                           |             |             |               |               | 4                  | 76s67              | Medalha de prata |

### Hóquei sobre a grama
Masculino
| Equipe | Fase de grupos                                                                                                 | Fase de grupos | Segunda fase                           | Final                  | Pos. |
| Equipe | Adversário e resultado                                                                                         | Pos.           | Adversário e resultado                 | Adversário e resultado | Pos. |
| --- | --- | -------------- | -------------------------------------- | ---------------------- | ---- |
| Ranjeev Deol Wayne Fernandes Connor Grimes Ravi Kahlon Bindi Kullar Mike Mahood Mark Pearson Ken Pereira Scott Sandison Marian Schole Peter Short Rob Short Gabbar Singh Scott Tupper Paul Wettlaufer Anthony Wright | AUS Austrália D 1-6 PAK Paquistão D 1-3 NED Países Baixos D 2-4 GBR Grã-Bretanha E 1-1 RSA África do Sul V 5-3 | 5º (Gr. B)     | Decisão do 9º lugar: BEL Bélgica D 0-3 | Não avançou            | 10º  |

### Judô
Masculino
| Atleta           | Evento  | Preliminares           | Fase de 32                | Fase de 16                  | Quartas                | Semifinais             | Repescagem                    | Repescagem                 | Repescagem                 | Final                  | Final       |
| Atleta           | Evento  | Preliminares           | Fase de 32                | Fase de 16                  | Quartas                | Semifinais             | 1ª fase                       | Quartas                    | Semifinais                 | Final                  | Final       |
| Atleta           | Evento  | Adversário e resultado | Adversário e resultado    | Adversário e resultado      | Adversário e resultado | Adversário e resultado | Adversário e resultado        | Adversário e resultado     | Adversário e resultado     | Adversário e resultado | Pos.        |
| ---------------- | ------- | ---------------------- | ------------------------- | --------------------------- | ---------------------- | ---------------------- | ----------------------------- | -------------------------- | -------------------------- | ---------------------- | ----------- |
| Frazer Will      | -60 kg  |                        | NED R. Houkes D 0001-0011 |                             |                        |                        | GRE L. Alexanidis V 1001-0010 | VEN J. Guedez V 1000-0000  | UZB R. Sobirov D 0000-0011 | Não avançou            | Não avançou |
| Sasha Mehmedovic | -66 kg  |                        | ECU R. Ibañez V 0011-0000 | FRA B. Darbelet D 0000-0001 |                        |                        | MAR R. Rguig V 0201-0010      | RUS A. Gadanov D 0000-1000 | Não avançou                | Não avançou            | Não avançou |
| Nicholas Tritton | -73 kg  |                        | POR J. Pina D 0000-0010   | Não avançou                 | Não avançou            | Não avançou            | Não avançou                   | Não avançou                | Não avançou                | Não avançou            | Não avançou |
| Keith Morgan     | -100 kg |                        | DOM T. Diek V 1001-0000   | ROU D. Brata D 0000-1000    | Não avançou            | Não avançou            | Não avançou                   | Não avançou                | Não avançou                | Não avançou            | Não avançou |

Feminino
| Atleta            | Evento | Preliminares           | Fase de 32             | Fase de 16               | Quartas                 | Semifinais             | Repescagem             | Repescagem                   | Repescagem             | Final                  | Final       |
| Atleta            | Evento | Preliminares           | Fase de 32             | Fase de 16               | Quartas                 | Semifinais             | 1ª fase                | Quartas                      | Semifinais             | Final                  | Final       |
| Atleta            | Evento | Adversário e resultado | Adversário e resultado | Adversário e resultado   | Adversário e resultado  | Adversário e resultado | Adversário e resultado | Adversário e resultado       | Adversário e resultado | Adversário e resultado | Pos.        |
| ----------------- | ------ | ---------------------- | ---------------------- | ------------------------ | ----------------------- | ---------------------- | ---------------------- | ---------------------------- | ---------------------- | ---------------------- | ----------- |
| Marylise Levesque | -78 kg |                        |                        | AUS S. Grant V 1000-0000 | CHN Yang X. D 0000-1000 |                        |                        | MGL P. Lkhamdegd D 0101-0110 | Não avançou            | Não avançou            | Não avançou |

### Lutas
Greco-romana
| Atleta   | Evento  | Preliminar             | Oitavas de final              | Quartas de final       | Semifinal              | Repescagem 1ª rodada   | Repescagem 2ª rodada   | Final                  | Final       |
| Atleta   | Evento  | Adversário e resultado | Adversário e resultado        | Adversário e resultado | Adversário e resultado | Adversário e resultado | Adversário e resultado | Adversário e resultado | Pos.        |
| -------- | ------- | ---------------------- | ----------------------------- | ---------------------- | ---------------------- | ---------------------- | ---------------------- | ---------------------- | ----------- |
| Ari Taub | -120 kg |                        | HUN M. Deák-Bárdos D 1-2, 1-4 | Não avançou            | Não avançou            | Não avançou            | Não avançou            | Não avançou            | Não avançou |

Livre masculino
| Atleta            | Evento | Preliminar             | Oitavas de final                  | Quartas de final            | Semifinal              | Repescagem 1ª rodada   | Repescagem 2ª rodada   | Final                  | Final       |
| Atleta            | Evento | Adversário e resultado | Adversário e resultado            | Adversário e resultado      | Adversário e resultado | Adversário e resultado | Adversário e resultado | Adversário e resultado | Pos.        |
| ----------------- | ------ | ---------------------- | --------------------------------- | --------------------------- | ---------------------- | ---------------------- | ---------------------- | ---------------------- | ----------- |
| Saeed Azarbayjani | -60 kg |                        | ARM M. Berberyan V 1-0, 3-0       | IRI M. Mohammadi D 0-1, 0-1 | Não avançou            | Não avançou            | Não avançou            | Não avançou            | Não avançou |
| Haislan Garcia    | -66 kg |                        | IRI M. Taghavi D 1-0, 1-1, 0-2    | Não avançou                 | Não avançou            | Não avançou            | Não avançou            | Não avançou            | Não avançou |
| Matt Gentry       | -74 kg |                        | GRE E. Bentinidis D 1-0, 0-2, 0-2 | Não avançou                 | Não avançou            | Não avançou            | Não avançou            | Não avançou            | Não avançou |
| Travis Cross      | -84 kg |                        | TUR S. Balcı D 1-1, 1-1           | Não avançou                 | Não avançou            | Não avançou            | Não avançou            | Não avançou            | Não avançou |
| David Zilberman   | -96 kg | HUN G. Kiss D 1-5, 0-5 | Não avançou                       | Não avançou                 | Não avançou            | Não avançou            | Não avançou            | Não avançou            | Não avançou |

Livre feminino
| Atleta            | Evento | Preliminar             | Oitavas de final              | Quartas de final          | Semifinal                   | Repescagem 1ª rodada   | Repescagem 2ª rodada        | Final                                             | Final             |
| Atleta            | Evento | Adversário e resultado | Adversário e resultado        | Adversário e resultado    | Adversário e resultado      | Adversário e resultado | Adversário e resultado      | Adversário e resultado                            | Pos.              |
| ----------------- | ------ | ---------------------- | ----------------------------- | ------------------------- | --------------------------- | ---------------------- | --------------------------- | ------------------------------------------------- | ----------------- |
| Carol Huynh       | -48 kg |                        | AZE M. Stadnik V 4-3, 2-0     | KOR Kim H-J. V 1-0, 1-0   | KAZ T. Bakatyuk V 1-0, 4-0  |                        |                             | JPN C. Icho V 4-0, 2-1                            | Medalha de ouro   |
| Tonya Verbeek     | -55 kg |                        | MGL N. Otgonjargal V 3-0, 4-0 | MDA L. Cristea V 3-1, 3-0 | JPN S. Yoshida D 0-2, 0-6   |                        |                             | Disputa pelo bronze SWE I-T. Nerell V 1-0, 1-0    | Medalha de bronze |
| Martine Dugrenier | -63 kg |                        | HUN M. Sastin V 2-0, 6-0      | CHN Xu H. V 2-1, 1-3, 1-0 | JPN K. Icho D 0-1, 1-0, 1-1 |                        |                             | Disputa pelo bronze USA R. Miller D 0-1, 2-1, 1-1 | 5º                |
| Ohenewa Akuffo    | -72 kg |                        | BUL S. Zlateva D 0-2, 0-5     |                           |                             |                        | ESP M. Unda D 2-5, 1-1, 0-1 | Não avançou                                       | Não avançou       |

### Nado sincronizado
| Atletas | Evento  | Rotina técnica | Rotina técnica | Rotina livre | Rotina livre | Rotina livre | Rotina livre | Rotina livre - Final | Rotina livre - Final | Rotina livre - Final | Rotina livre - Final |
| Atletas | Evento  | Pontos         | Posição        | Pontos       | Posição      | Total        | Posição      | Pontos               | Posição              | Total                | Posição              |
| --- | ------- | -------------- | -------------- | ------------ | ------------ | ------------ | ------------ | -------------------- | -------------------- | -------------------- | -------------------- |
| Marie-Pier Boudreau Gagnon Isabelle Rampling | Dueto   | 47,417         | 6º             | 47,333       | 6º           | 94,750       | 6º           | 47,667               | 6º                   | 95,084               | 6º                   |
| Marie-Pier Boudreau Gagnon Jessika Dubuc Marie-Pierre Gagne Dominika Kopcik Eve Lamoureux Tracy Little Elise Marcotte Isabelle Rampling Jennifer Song | Equipes | 47,584         | 5º             |              |              |              |              | 48,084               | 4º                   | 96,197               | 4º                   |

### Natação
Masculino
| Atleta(s)                                                              | Evento          | Eliminatórias                | Eliminatórias | Semifinal    | Semifinal    | Final                                  | Final             |
| Atleta(s)                                                              | Evento          | Tempo                        | Posição       | Tempo        | Posição      | Tempo                                  | Posição           |
| ---------------------------------------------------------------------- | --------------- | ---------------------------- | ------------- | ------------ | ------------ | -------------------------------------- | ----------------- |
| Richard Hortness                                                       | 50 m livre      | 22s42                        | 27º           | Não avançou  | Não avançou  | Não avançou                            | Não avançou       |
| Joel Greenshields                                                      | 100 m livre     | 49s04                        | 23º           | Não avançou  | Não avançou  | Não avançou                            | Não avançou       |
| Brent Hayden                                                           | 100 m livre     | 47s84                        | 3º            | 48s20        | 11º          | Não avançou                            | Não avançou       |
| Brent Hayden                                                           | 200 m livre     | 1m46s40 (NR)                 | 3º            | Não competiu | Não competiu | Não avançou                            | Não avançou       |
| Colin Russell                                                          | 200 m livre     | 1m46s58                      | 5º            | 1m48s13      | 14º          | Não avançou                            | Não avançou       |
| Ryan Cochrane                                                          | 400 m livre     | 3m44s85 (NR)                 | 9º            |              |              | Não avançou                            | Não avançou       |
| Ryan Cochrane                                                          | 1500 m livre    | 14m40s84 (OR)                | 2º            |              |              | 14m42s69                               | Medalha de bronze |
| Jake Tapp                                                              | 100 m costas    | 55s54                        | 31º           | Não avançou  | Não avançou  | Não avançou                            | Não avançou       |
| Tobias Oriwol                                                          | 200 m costas    | 1m58s84                      | 16º           | 1m59s50      | 15º          | Não avançou                            | Não avançou       |
| Keith Beavers                                                          | 200 m costas    | 1m58s84                      | 15º           | 1m58s50      | 12º          | Não avançou                            | Não avançou       |
| Keith Beavers                                                          | 200 m medley    | 1m59s19                      | 8º            | 1m59s43      | 8º           | 1m59s43                                | 7º                |
| Keith Beavers                                                          | 400 m medley    | 4m12s75                      | 9º            |              |              | Não avançou                            | Não avançou       |
| Mathieu Bois                                                           | 100 m peito     | 1m01s45                      | 28º           | Não avançou  | Não avançou  | Não avançou                            | Não avançou       |
| Mathieu Bois                                                           | 200 m peito     | 2m12s87                      | 29º           | Não avançou  | Não avançou  | Não avançou                            | Não avançou       |
| Mike Brown                                                             | 100 m peito     | 1m00s98                      | 20º           | Não avançou  | Não avançou  | Não avançou                            | Não avançou       |
| Mike Brown                                                             | 200 m peito     | 2m09s84 (NR)                 | 5º            | 2m08s84 (NR) | 2º           | 2m09s03                                | 4º                |
| Joe Bartoch                                                            | 100 m borboleta | 52s90                        | 34º           | Não avançou  | Não avançou  | Não avançou                            | Não avançou       |
| Adam Sioui                                                             | 100 m borboleta | 53s38                        | 39º           | Não avançou  | Não avançou  | Não avançou                            | Não avançou       |
| Adam Sioui                                                             | 200 m borboleta | 1m57s45                      | 25º           | Não avançou  | Não avançou  | Não avançou                            | Não avançou       |
| Brian Johns                                                            | 200 m medley    | 2m00s66                      | 18º           | Não avançou  | Não avançou  | Não avançou                            | Não avançou       |
| Brian Johns                                                            | 400 m medley    | 4m11s41 (NR)                 | 7º            |              |              | 4m13s38                                | 7º                |
| Brent Hayden Joel Greenshields Rick Say Colin Russell                  | 4x100 m livre   | 3m13s68                      | 7º            |              |              | 3m12s26 (NR)                           | 6º                |
| Colin Russell Brian Johns Brent Hayden Andrew Hurd Rick Say Adam Sioui | 4x200 m livre   | Johns Say Sioui Hurd 7m08s04 | 5º            |              |              | Russell Johns Hayden Hurd 7m05s77 (NR) | 5º                |
| Brent Hayden Jake Tapp Joe Bartoch Mike Brown                          | 4x100 m medley  | 3m35s56                      | 10º           |              |              | Não avançou                            | Não avançou       |

Feminino
| Atleta(s)                                                           | Evento          | Eliminatórias | Eliminatórias | Semifinal    | Semifinal   | Final        | Final       |
| Atleta(s)                                                           | Evento          | Tempo         | Posição       | Tempo        | Posição     | Tempo        | Posição     |
| ------------------------------------------------------------------- | --------------- | ------------- | ------------- | ------------ | ----------- | ------------ | ----------- |
| Victoria Poon                                                       | 50 m livre      | 25s58         | 30º           | Não avançou  | Não avançou | Não avançou  | Não avançou |
| Julia Wilkinson                                                     | 100 m livre     | 54s70         | 17º           | Não avançou  | Não avançou | Não avançou  | Não avançou |
| Julia Wilkinson                                                     | 100 m costas    | 1m00s38       | 10º           | 1m00s60      | 12º         | Não avançou  | Não avançou |
| Julia Wilkinson                                                     | 200 m costas    | Não competiu  | Não competiu  | Não avançou  | Não avançou | Não avançou  | Não avançou |
| Julia Wilkinson                                                     | 200 m medley    | 2m12s26 (NR)  | 13º           | 2m12s03 (NR) | 5º          | 2m12s43      | 7º          |
| Erica Morningstar                                                   | 100 m livre     | 54s66         | 15º           | 55s36        | 15º         | Não avançou  | Não avançou |
| Erica Morningstar                                                   | 200 m medley    | 2m14s11       | 19º           | Não avançou  | Não avançou | Não avançou  | Não avançou |
| Genevieve Saumur                                                    | 200 m livre     | 2m00s49       | 25º           | Não avançou  | Não avançou | Não avançou  | Não avançou |
| Stephanie Horner                                                    | 200 m livre     | 1m58s35       | 17º           | Não avançou  | Não avançou | Não avançou  | Não avançou |
| Stephanie Horner                                                    | 400 m livre     | 4m07s45       | 11º           |              |             | Não avançou  | Não avançou |
| Stephanie Horner                                                    | 200 m borboleta | 2s10s33       | 20º           | Não avançou  | Não avançou | Não avançou  | Não avançou |
| Savannah King                                                       | 400 m livre     | 4m11s49       | 19º           |              |             | Não avançou  | Não avançou |
| Tanya Hunks                                                         | 800 m livre     | 8m38s05       | 23º           |              |             | Não avançou  | Não avançou |
| Tanya Hunks                                                         | 400 m medley    | 4m40s63       | 20º           |              |             | Não avançou  | Não avançou |
| Lindsay Seeman                                                      | 200 m costas    | 2m15s07       | 30º           | Não avançou  | Não avançou | Não avançou  | Não avançou |
| Jillian Tyler                                                       | 100 m peito     | 1m08s13 (NR)  | 10º           | 1m09s00      | 13º         | Não avançou  | Não avançou |
| Annamay Pierse                                                      | 100 m peito     | 1m08s25       | 13º           | 1m08s27      | 10º         | Não avançou  | Não avançou |
| Annamay Pierse                                                      | 200 m peito     | 2m25s01       | 7º            | 2m23s94      | 5º          | 2m23s77 (NR) | 6º          |
| Audrey Lacroix                                                      | 100 m borboleta | 59s10         | 28º           | Não avançou  | Não avançou | Não avançou  | Não avançou |
| Audrey Lacroix                                                      | 200 m borboleta | 2m08s54       | 12º           | 2m09s74      | 13º         | Não avançou  | Não avançou |
| Alexa Komarnycky                                                    | 400 m medley    | 4m46s98       | 29º           |              |             | Não avançou  | Não avançou |
| Julia Wilkinson Erica Morningstar Genevieve Saumur Audrey Lacroix   | 4x100 m livre   | 3m38s82 (NR)  | 7º            |              |             | 3m38s32 (NR) | 8º          |
| Stephanie Horner Genevieve Saumur Erica Morningstar Julia Wilkinson | 4x200 m livre   | 7m56s26 (NR)  | 10º           |              |             | Não avançou  | Não avançou |
| Julia Wilkinson Annamay Pierse Audrey Lacroix Erica Morningstar     | 4x100 m medley  | 4m02s13       | 8º            |              |             | 4m01s35      | 7º          |

### Pentatlo moderno
Masculino
| Atleta         | Evento     | Tiro   | Tiro | Esgrima  | Esgrima | Natação | Natação | Hipismo | Hipismo | Corrida | Corrida | Total | Posição |
| Atleta         | Evento     | Pontos | PPM  | Vitórias | PPM     | Tempo   | PPM     | Pontos  | PPM     | Tempo   | PPM     | PPM   | Posição |
| -------------- | ---------- | ------ | ---- | -------- | ------- | ------- | ------- | ------- | ------- | ------- | ------- | ----- | ------- |
| Josh Riker-Fox | Individual | 171    | 988  | 15       | 760     | 2m11s54 | 1224    | 80.36   | 1092    | 9m34s46 | 1104    | 5168  | 24º     |

Feminino
| Atleta         | Evento     | Tiro   | Tiro | Esgrima  | Esgrima | Natação | Natação | Hipismo | Hipismo | Corrida   | Corrida | Total | Posição |
| Atleta         | Evento     | Pontos | PPM  | Vitórias | PPM     | Tempo   | PPM     | Pontos  | PPM     | Tempo     | PPM     | PPM   | Posição |
| -------------- | ---------- | ------ | ---- | -------- | ------- | ------- | ------- | ------- | ------- | --------- | ------- | ----- | ------- |
| Monica Pinette | Individual | 187    | 1180 | 11       | 664     | 2m29s95 | 1124    | 67.88   | 1144    | 11m00s45  | 1080    | 5192  | 27º     |
| Kara Grant     | Individual | 178    | 1072 | 15       | 760     | 2m45s26 | 940     | 67.27   | 1060    | 10 m44s45 | 1144    | 4976  | 31º     |

Legenda: PPM = Pontos de Pentatlo moderno

### Polo aquático
Masculino
| Equipe | Fase de Grupos                                                                                    | Fase de Grupos | Quartas-de-final       | Disputa do 5º ao 12º lugares                                          | Semifinal              | Final                  | Pos. |
| Equipe | Adversário e resultado                                                                            | Pos.           | Adversário e resultado | Adversário e resultado                                                | Adversário e resultado | Adversário e resultado | Pos. |
| --- | ------------------------------------------------------------------------------------------------- | -------------- | ---------------------- | --------------------------------------------------------------------- | ---------------------- | ---------------------- | ---- |
| Robin Randall Constantine Kudaba Kevin Mitchell Justin Boyd Thomas Marks Brandon Jung Kevin Graham Aaron Feltham Sasa Palamarevic Jean Sayegh Nathaniel Miller Nic Youngblud Devon Diggle | ESP Espanha D 6-16 MNE Montenegro D 0-12 AUS Austrália D 5-8 GRE Grécia D 7-13 HUN Hungria D 3-12 | 6º (Gr. A)     | Não avançou            | Class. 9º-12º ITA Itália D 11-13 Decisão do 11º lugar CHN China V 8-7 | Não avançou            | Não avançou            | 11º  |

### Remo
Masculino
| Equipe | Evento           | Eliminatórias | Eliminatórias | Repescagem | Repescagem | Quartas | Quartas | Semifinal | Semifinal | Final   | Final                |
| Equipe | Evento           | Tempo         | Posição       | Tempo      | Posição    | Tempo   | Posição | Tempo     | Posição   | Tempo   | Posição (Pos. final) |
| --- | ---------------- | ------------- | ------------- | ---------- | ---------- | ------- | ------- | --------- | --------- | ------- | -------------------- |
| Dave Calder Scott Frandsen                                                                                              | Dois sem         | 6m54s88       | 3º S A/B      |            |            |         |         | 6m34s02   | 1º FA     | 6m39s55 | Medalha de prata     |
| Douglas Vandor Cameron Sylvester                                                                                        | Skiff duplo leve | 6m17s58       | 2º S A/B      |            |            |         |         | 6m49s28   | 6º FB     | 6m40s80 | 6 (12º)              |
| Iain Brambell Jon Beare Mike Lewis Liam Parsons                                                                         | Quatro sem leve  | 5m52s13       | 2º S A/B      |            |            |         |         | 6m07s86   | 2º FA     | 5m50s09 | Medalha de bronze    |
| Kevin Light Ben Rutledge Andrew Byrnes Jake Wetzel Malcolm Howard Dominic Sieterle Adam Kreek Kyle Hamilton Brian Price | Oito com         | 5m27s69       | 1º FA         |            |            |         |         |           |           | 5m23s89 | Medalha de ouro      |

Feminino
| Equipe | Evento           | Eliminatórias       | Eliminatórias | Repescagem | Repescagem | Quartas | Quartas | Semifinal | Semifinal | Final   | Final                |
| Equipe | Evento           | Tempo               | Posição       | Tempo      | Posição    | Tempo   | Posição | Tempo     | Posição   | Tempo   | Posição (Pos. final) |
| --- | ---------------- | ------------------- | ------------- | ---------- | ---------- | ------- | ------- | --------- | --------- | ------- | -------------------- |
| Zoe Hoskins Sabrina Kolker | Dois sem         | Bote abaixo do peso | 5º R          | 7m40s22    | 4º FB      |         |         |           |           | 7m37s27 | 3º (9º)              |
| Melanie Kok Tracy Cameron | Skiff duplo leve | 6m54s07             | 2º S A/B      |            |            |         |         | 7m10s70   | 1º FA     | 6m56s68 | Medalha de bronze    |
| Rachelle de Jong Anna-Marie de Zwager Janine Hanson Krista Guloien                                                                                     | Skiff quádruplo  | 6m23s27             | 3º R          | 6m46s60    | 5º FB      |         |         |           |           | 6m28s78 | 2º (8º)              |
| Heather Mandoli Andreanne Morin Sarah Bonikowsky Ashley Brzozowicz Romina Stefancic Buffy Williams Darcy Marquardt Jane Rumball Lesley Thompson-Willie | Oito com         | 6m12s68             | 3º R          | 6m10s50    | 1º FA      |         |         |           |           | 6m08s04 | 4º (4º)              |

### Saltos ornamentais
Masculino
| Atletas                           | Evento                     | Preliminares | Preliminares | Semifinal | Semifinal | Final       | Final            |
| Atletas                           | Evento                     | Pontos       | Posição      | Pontos    | Posição   | Pontos      | Posição          |
| --------------------------------- | -------------------------- | ------------ | ------------ | --------- | --------- | ----------- | ---------------- |
| Alexandre Despatie                | Trampolim 3 m individual   | 453,60       | 9º           | 518,75    | 2º        | 536,65      | Medalha de prata |
| Reuben Ross                       | Trampolim 3 m individual   | 446,15       | 13º          | 395,85    | 18º       | Não avançou | Não avançou      |
| Reuben Ross                       | Plataforma 10 m individual | 425,60       | 15º          | 390,75    | 17º       | Não avançou | Não avançou      |
| Riley McCormick                   | Plataforma 10 m individual | 425,95       | 14º          | 391,35    | 16º       | Não avançou | Não avançou      |
| Alexandre Despatie Arturo Miranda | Trampolim 3 m sincronizado |              |              |           |           | 409,29      | 5º               |

Feminino
| Atletas                          | Evento                       | Preliminares | Preliminares | Semifinal | Semifinal | Final       | Final            |
| Atletas                          | Evento                       | Pontos       | Posição      | Pontos    | Posição   | Pontos      | Posição          |
| -------------------------------- | ---------------------------- | ------------ | ------------ | --------- | --------- | ----------- | ---------------- |
| Blythe Hartley                   | Trampolim 3 m individual     | 350,60       | 3º           | 324,60    | 10º       | 374,60      | 4º               |
| Jennifer Abel                    | Trampolim 3 m individual     | 300,75       | 10º          | 296,10    | 13º       | Não avançou | Não avançou      |
| Émilie Heymans                   | Plataforma 10 m individual   | 403,85       | 3º           | 374,10    | 4º        | 437,05      | Medalha de prata |
| Marie-Eve Marleau                | Plataforma 10 m individual   | 296,50       | 17º          | 335,25    | 7º        | 332,10      | 7º               |
| Meaghan Benfeito Roseline Filion | Plataforma 10 m sincronizado |              |              |           |           | 305,91      | 7º               |

### Softbol
Feminino
| Equipe | Primeira fase | Primeira fase | Semifinal              | Final                  | Pos. |
| Equipe | Adversário e resultado | Pos.          | Adversário e resultado | Adversário e resultado | Pos. |
| --- | --- | ------------- | ---------------------- | ---------------------- | ---- |
| Lauren Bay Regula Alison Bradley Erin Cumpstone Danielle Lawrie Sheena Lawrick Caitlin Lever Robin Mackin Noemie Marin Melanie Matthews Erin McLean Dione Meier Kaleigh Rafter Jennifer Salling Megan Timpf Jennifer Yee | TPE Taipé Chinês V 6-1 NED Países Baixos V 9-2 USA Estados Unidos D 1-8 CHN China V 1-0 VEN Venezuela D 0-2 AUS Austrália D 0-4 JPN Japão D 0-6 | 4º            | AUS Austrália D 3-5    | Não avançou            | 4º   |

### Taekwondo
Masculino
| Atleta            | Evento | Preliminares           | Quartas                    | Semifinais             | Repescagem             | Final                  | Posição     |
| Atleta            | Evento | Adversário e resultado | Adversário e resultado     | Adversário e resultado | Adversário e resultado | Adversário e resultado | Posição     |
| ----------------- | ------ | ---------------------- | -------------------------- | ---------------------- | ---------------------- | ---------------------- | ----------- |
| Sebastien Michaud | -80kg  | PUR A. Román V 2-1     | AZE R. Ahmadov D 0-0 (SUP) | Não avançou            | Não avançou            | Não avançou            | Não avançou |

Feminino
| Atleta          | Evento | Preliminares              | Quartas                | Semifinais             | Repescagem             | Final                  | Posição          |
| Atleta          | Evento | Adversário e resultado    | Adversário e resultado | Adversário e resultado | Adversário e resultado | Adversário e resultado | Posição          |
| --------------- | ------ | ------------------------- | ---------------------- | ---------------------- | ---------------------- | ---------------------- | ---------------- |
| Ivett Gonda     | -49kg  | SWE H. Zajc D 0-2         | Não avançou            | Não avançou            | Não avançou            | Não avançou            | Não avançou      |
| Karine Sergerie | -67kg  | AUS T. Morgan V 0-0 (SUP) | ARG V. Sánchez V 3-0   | PUR A. Ocasio V 2-0    |                        | KOR Hwang K-S. D 1-2   | Medalha de prata |

### Tênis
Masculino
| Atleta                          | Evento  | Fase de 64                      | Fase de 32                                | Fase de 16             | Quartas                | Semifinais             | Final                  | Final       |
| Atleta                          | Evento  | Adversário e resultado          | Adversário e resultado                    | Adversário e resultado | Adversário e resultado | Adversário e resultado | Adversário e resultado | Posição     |
| ------------------------------- | ------- | ------------------------------- | ----------------------------------------- | ---------------------- | ---------------------- | ---------------------- | ---------------------- | ----------- |
| Frank Dancevic                  | Simples | SUI S. Wawrinka D 6-4, 3-6, 2-6 | Não avançou                               | Não avançou            | Não avançou            | Não avançou            | Não avançou            | Não avançou |
| Frederic Niemeyer               | Simples | ARG G. Cañas D 6-3, 2-4, ab.    | Não avançou                               | Não avançou            | Não avançou            | Não avançou            | Não avançou            | Não avançou |
| Daniel Nestor Frederic Niemeyer | Duplas  |                                 | GBR A. Murray - J. Murray D 6-4, 3-6, 4-6 | Não avançou            | Não avançou            | Não avançou            | Não avançou            | Não avançou |

### Tênis de mesa
Masculino
| Atleta(s)            | Evento     | Preliminar                                                       | 1ª etapa                                                    | 2ª etapa               | 3ª etapa               | 4ª etapa               | Quartas                | Semifinais             | Final                  |
| Atleta(s)            | Evento     | Adversário e resultado                                           | Adversário e resultado                                      | Adversário e resultado | Adversário e resultado | Adversário e resultado | Adversário e resultado | Adversário e resultado | Adversário e resultado |
| -------------------- | ---------- | ---------------------------------------------------------------- | ----------------------------------------------------------- | ---------------------- | ---------------------- | ---------------------- | ---------------------- | ---------------------- | ---------------------- |
| Pradeeban Peter-Paul | Individual | BRA G. Tsuboi D 3-4 (7-11, 6-11, 12-10, 7-11, 11-7, 11-9, 10-12) | Não avançou                                                 | Não avançou            | Não avançou            | Não avançou            | Não avançou            | Não avançou            | Não avançou            |
| Zhang Peng           | Individual | TRI D. St Louis V 4-0 (11-6, 11-7, 12-10, 11-4)                  | JPN S. Kishikawa D 2-4 (9-11, 11-9, 6-11, 11-8, 5-11, 9-11) | Não avançou            | Não avançou            | Não avançou            | Não avançou            | Não avançou            | Não avançou            |

| Atletas                                    | Evento  | Fase de grupos         | Fase de grupos | Semifinal              | Repescagem 1ª rodada   | Repescagem 2ª rodada   | Final                  | Pos.        |
| Atletas                                    | Evento  | Adversário e resultado | Pos.           | Adversário e resultado | Adversário e resultado | Adversário e resultado | Adversário e resultado | Pos.        |
| ------------------------------------------ | ------- | ---------------------- | -------------- | ---------------------- | ---------------------- | ---------------------- | ---------------------- | ----------- |
| Pradeeban Peter-Paul Qiang Shen Zhang Peng | Equipes | SIN Singapura D 0-3    | 4º (Grupo B)   | Não avançou            | Não avançou            | Não avançou            | Não avançou            | Não avançou |
| Pradeeban Peter-Paul Qiang Shen Zhang Peng | Equipes | GER Alemanha D 0-3     | 4º (Grupo B)   | Não avançou            | Não avançou            | Não avançou            | Não avançou            | Não avançou |
| Pradeeban Peter-Paul Qiang Shen Zhang Peng | Equipes | CRO Croácia D 0-3      | 4º (Grupo B)   | Não avançou            | Não avançou            | Não avançou            | Não avançou            | Não avançou |

Feminino
| Atleta(s) | Evento     | Preliminar                                         | 1ª etapa                                          | 2ª etapa               | 3ª etapa               | 4ª etapa               | Quartas                | Semifinais             | Final                  |
| Atleta(s) | Evento     | Adversário e resultado                             | Adversário e resultado                            | Adversário e resultado | Adversário e resultado | Adversário e resultado | Adversário e resultado | Adversário e resultado | Adversário e resultado |
| --------- | ---------- | -------------------------------------------------- | ------------------------------------------------- | ---------------------- | ---------------------- | ---------------------- | ---------------------- | ---------------------- | ---------------------- |
| Judy Long | Individual | VEN F. Ramos D 1-4 (11-5, 14-16, 8-11, 7-11, 9-11) | Não avançou                                       | Não avançou            | Não avançou            | Não avançou            | Não avançou            | Não avançou            | Não avançou            |
| Zhang Mo  | Individual | COL P. Medina V 4-0 (11-5, 11-5, 12-10, 11-8)      | BLR T. Kostromina D 0-4 (2-11, 7-11, 10-12, 1-11) | Não avançou            | Não avançou            | Não avançou            | Não avançou            | Não avançou            | Não avançou            |

### Tiro
Masculino
| Atleta                | Evento                | Qualificação | Qualificação | Final       | Final       | Posição |
| Atleta                | Evento                | Placar       | Posição      | Placar      | Total       | Posição |
| --------------------- | --------------------- | ------------ | ------------ | ----------- | ----------- | ------- |
| Johannes Sauer        | Carabina deitado 50 m | 587          | 44º          | Não avançou | Não avançou | 44º     |
| Giuseppe di Salvatore | Fossa olímpica        | 112          | 26º          | Não avançou | Não avançou | 26º     |
| Giuseppe di Salvatore | Fossa olímpica dublê  | 109          | 19º          | Não avançou | Não avançou | 19º     |

Feminino
| Atleta         | Evento             | Qualificação | Qualificação | Final       | Final       | Posição |
| Atleta         | Evento             | Placar       | Posição      | Placar      | Total       | Posição |
| -------------- | ------------------ | ------------ | ------------ | ----------- | ----------- | ------- |
| Avianna Chao   | Pistola de ar 10 m | 370          | 39º          | Não avançou | Não avançou | 39º     |
| Avianna Chao   | Pistola livre 25 m | 558          | 41º          | Não avançou | Não avançou | 41º     |
| Susan Nattrass | Fossa olímpica     | 63           | 11º          | Não avançou | Não avançou | 11º     |

### Tiro com arco
Masculino
| Atleta                                    | Evento     | Fase de Ranking | Fase de Ranking | Fase de 64                           | Fase de 32               | Oitavas                  | Quartas                | Semifinais             | Final                  | Final       |
| Atleta                                    | Evento     | Placar          | Chave           | Adversário e resultado               | Adversário e resultado   | Adversário e resultado   | Adversário e resultado | Adversário e resultado | Adversário e resultado | Posição     |
| ----------------------------------------- | ---------- | --------------- | --------------- | ------------------------------------ | ------------------------ | ------------------------ | ---------------------- | ---------------------- | ---------------------- | ----------- |
| John-David Burnes                         | Individual | 644             | 50º             | USA B. Ellison D 89-111              | Não avançou              | Não avançou              | Não avançou            | Não avançou            | Não avançou            | Não avançou |
| Crispin Duenas                            | Individual | 664             | 16º             | SWE M. Petersson D 108 (18)-108 (19) | Não avançou              | Não avançou              | Não avançou            | Não avançou            | Não avançou            | Não avançou |
| Jay Lyon                                  | Individual | 646             | 47º             | CHN Xue H. V 111-106                 | USA B. Ellison V 113-107 | RUS B. Badënov D 110-115 | Não avançou            | Não avançou            | Não avançou            | Não avançou |
| John-David Burnes Crispin Duenas Jay Lyon | Equipes    | 1954            | 11º             |                                      |                          | ITA Itália D 217-219     | Não avançou            | Não avançou            | Não avançou            | Não avançou |

Feminino
| Atleta             | Evento     | Fase de Ranking | Fase de Ranking | Fase de 64                        | Fase de 32             | Oitavas                | Quartas                | Semifinais             | Final                  | Final       |
| Atleta             | Evento     | Placar          | Chave           | Adversário e resultado            | Adversário e resultado | Adversário e resultado | Adversário e resultado | Adversário e resultado | Adversário e resultado | Posição     |
| ------------------ | ---------- | --------------- | --------------- | --------------------------------- | ---------------------- | ---------------------- | ---------------------- | ---------------------- | ---------------------- | ----------- |
| Marie-Pier Beaudet | Individual | 628             | 34º             | IND D. Banerjee V 109 (5)-109 (4) | KOR Yun O-H D 107-114  | Não avançou            | Não avançou            | Não avançou            | Não avançou            | Não avançou |

### Triatlo
Masculino
| Atleta          | Evento    | Natação | Natação | Ciclismo | Ciclismo | Corrida | Corrida | Total      | Posição final    |
| Atleta          | Evento    | Tempo   | Posição | Tempo    | Posição  | Tempo   | Posição | Total      | Posição final    |
| --------------- | --------- | ------- | ------- | -------- | -------- | ------- | ------- | ---------- | ---------------- |
| Simon Whitfield | Masculino | 18m18s  | 22º     | 1h17m41s | 12º      | 30 m48s | 2º      | 1h48m58s47 | Medalha de prata |
| Paul Tichelaar  | Masculino | 18m24s  | 35º     | 1h17m42s | 19º      | 33m34s  | 27º     | 1h51m46s81 | 28º              |
| Colin Jenkins   | Masculino | 18m12s  | 14º     | 1h17m40s | 4º       | 38m39s  | 50º     | 1h56m50s85 | 50º              |

Feminino
| Atleta         | Evento   | Natação | Natação | Ciclismo      | Ciclismo      | Corrida       | Corrida       | Total         | Posição final |
| Atleta         | Evento   | Tempo   | Posição | Tempo         | Posição       | Tempo         | Posição       | Total         | Posição final |
| -------------- | -------- | ------- | ------- | ------------- | ------------- | ------------- | ------------- | ------------- | ------------- |
| Carolyn Murray | Feminino | 20 m55s | 45º     | 1h26m52s      | 27º           | 37m31s        | 27º           | 2h04m56s32    | 29º           |
| Kathy Tremblay | Feminino | 19m52s  | 7º      | 1m24m44s      | 18º           | 40 m04s       | 39º           | 2h05m23s49    | 31º           |
| Lauren Groves  | Feminino | 20 m05s | 31º     | Não completou | Não completou | Não completou | Não completou | Não completou | Não completou |

### Vela
Masculino
| Atleta                     | Evento | Regata | Regata | Regata | Regata | Regata | Regata | Regata | Regata | Regata | Regata | Regata  | Pontos | Posição |
| Atleta                     | Evento | 1      | 2      | 3      | 4      | 5      | 6      | 7      | 8      | 9      | 10     | M       | Pontos | Posição |
| -------------------------- | ------ | ------ | ------ | ------ | ------ | ------ | ------ | ------ | ------ | ------ | ------ | ------- | ------ | ------- |
| Zac Plavsic                | RS:X   | 23     | 25     | 22     | 21     | 30     | 12     | 26     | 12     | 29     | 11     | Não av. | 23º    |         |
| Mike Leigh                 | Laser  | 13     | 23     | 26     | 5      | 4      | 3      | 28     | 2      | 19     |        | 14      | 109    | 9º      |
| Stephane Locas Oliver Bone | 470    | 25     | 25     | OCS    | 20     | 23     | 22     | OCS    | 18     | 26     | 16     | Não av. | 205    | 29º     |

Feminino
| Atleta                                        | Evento       | Regata | Regata | Regata | Regata | Regata | Regata | Regata | Regata | Regata | Regata | Regata  | Pontos | Posição |
| Atleta                                        | Evento       | 1      | 2      | 3      | 4      | 5      | 6      | 7      | 8      | 9      | 10     | M       | Pontos | Posição |
| --------------------------------------------- | ------------ | ------ | ------ | ------ | ------ | ------ | ------ | ------ | ------ | ------ | ------ | ------- | ------ | ------- |
| Nikola Girke                                  | RS:X         | 11     | 14     | 13     | 14     | 12     | 15     | 13     | DNF    | 18     | 15     | Não av. | 125    | 17º     |
| Lisa Ross                                     | Laser Radial | 16     | 23     | 13     | 11     | 7      | 9      | OCS    | 25     | 7      |        | Não av. | 111    | 17º     |
| Jennifer Provan Martha Henderson Katie Abbott | Yngling      | 5      | 4      | 10     | 15     | 9      | 12     | 11     | 15     |        |        | Não av. | 66     | 13º     |

Aberto
| Atleta                        | Evento  | Regata | Regata | Regata | Regata | Regata | Regata | Regata | Regata | Regata | Regata | Regata | Regata | Regata  | Pontos | Posição |
| Atleta                        | Evento  | 1      | 2      | 3      | 4      | 5      | 6      | 7      | 8      | 9      | 10     | 11     | 12     | M       | Pontos | Posição |
| ----------------------------- | ------- | ------ | ------ | ------ | ------ | ------ | ------ | ------ | ------ | ------ | ------ | ------ | ------ | ------- | ------ | ------- |
| Christopher Cook              | Finn    | 8      | 3      | 7      | 10     | 23     | 5      | 15     | 3      |        |        |        |        | 16      | 67     | 5º      |
| Gordon Cook Ben Remocker      | 49er    | 13     | 12     | 13     | 10     | 7      | 6      | 16     | 16     | 10     | 18     | 15     | 16     | Não av. | 134    | 14º     |
| Oskar Johansson Kevin Stittle | Tornado | 8      | 3      | 9      | 9      | 1      | 15     | 11     | 12     | 2      | 2      |        |        | 4       | 61     | 4º      |

### Remo
| S | Classificado(a) para as semifinais |    |                        | FA | Final A (disputa de medalhas) |  |  | FD | Final D (sem medalhas) |
| Q | Classificado(a) para as quartas    | FB | Final B (sem medalhas) | FE | Final E (sem medalhas)        |  |  |    |                        |
| R | Classificado(a) para a repescagem  | FC | Final C (sem medalhas) | FF | Final F (sem medalhas)        |  |  |    |                        |

### Vela
| M   | Regata da Medalha da qual só participam os dez primeiros colocados das regatas anteriores  |  |  | CAN | Regata cancelada |
| BFD | Desclassificado por bandeira preta (Black Flag Disqualified)                               |  |  |     |                  |
| UFD | Desclassificado por bandeira "U" (U Flag Disqualified)                                     |  |  |     |                  |
| OCS | Largada queimada (On the Course Side of the starting line)                                 |  |  |     |                  |
| DNE | Desclassificação sem eliminação (infração a um item do regulamento da prova – Did Not End) |  |  |     |                  |